# Rue des Faures
La rue des Faures est une voie bayonnaise (Pyrénées-Atlantiques), située dans le quartier du Grand Bayonne.

## Situation et accès
La rue des Faures se situe dans le quartier du Grand Bayonne, à proximité des remparts et de la cathédrale. Son extrémité sud se situe boulevard du Rempart-Lachepaillet, entre les numéros 14 et 15. Elle forme ensuite une intersection avec les rues Vieille-Boucherie et Douer puis forme une étroite rue à sens unique vers son extrémité nord, rue des Prébendés. La placette située entre la rue des Faures et la rue Douer se voit octroyer le nom de Jean-Michel Larrasquet en 2019.

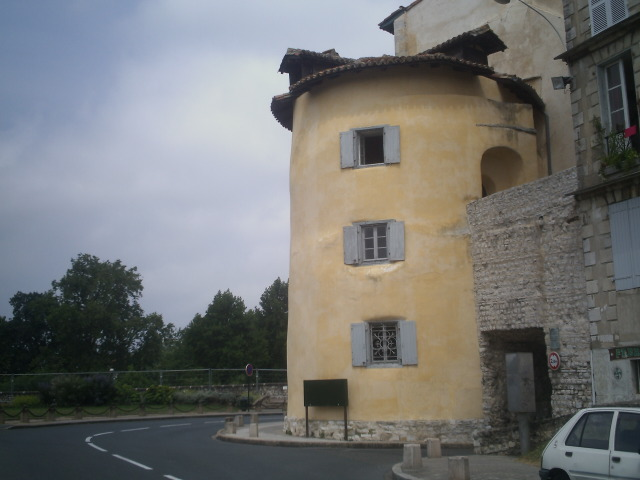
L'extrémité sud de la rue des Faures, à droite.
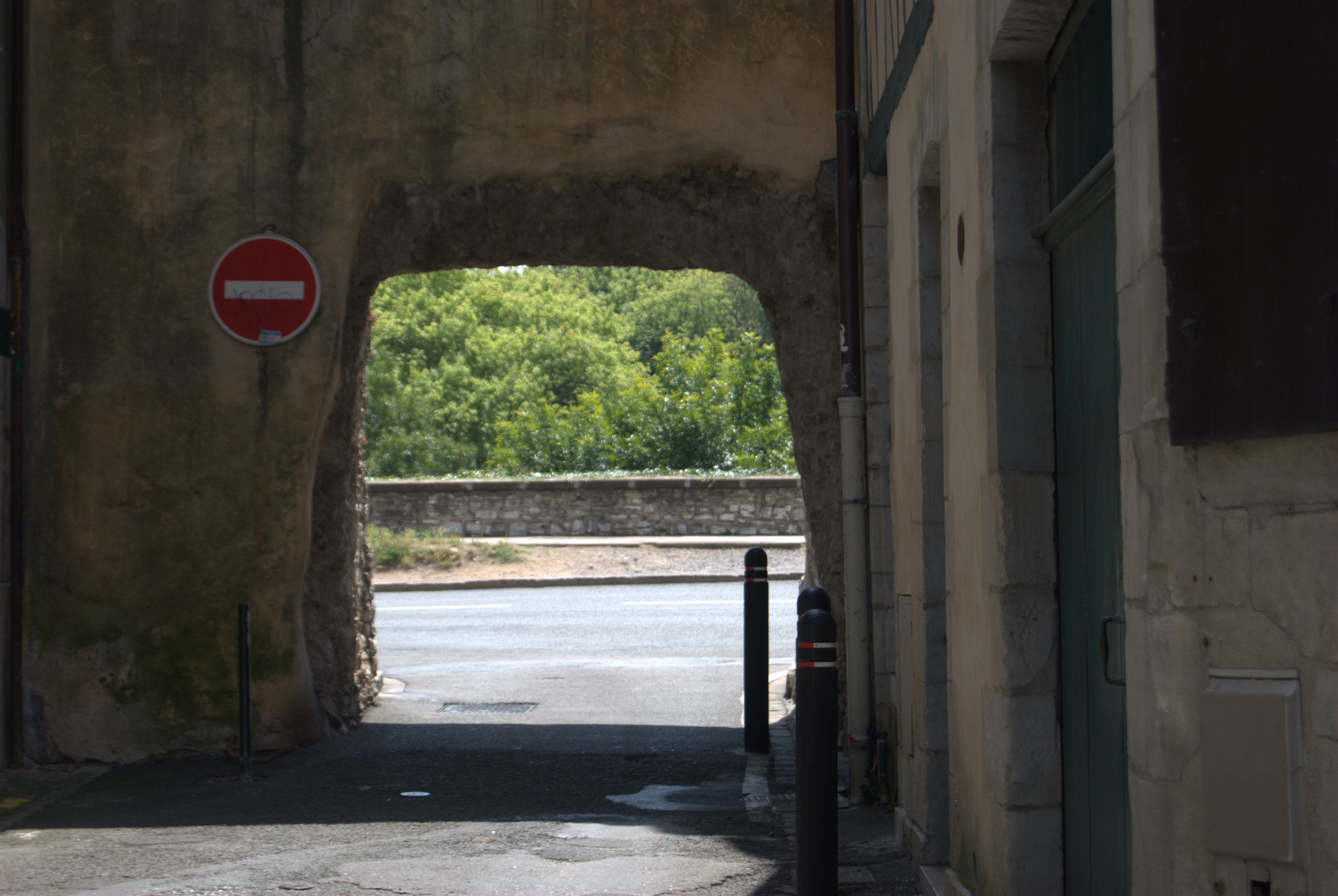
De l'autre côté.
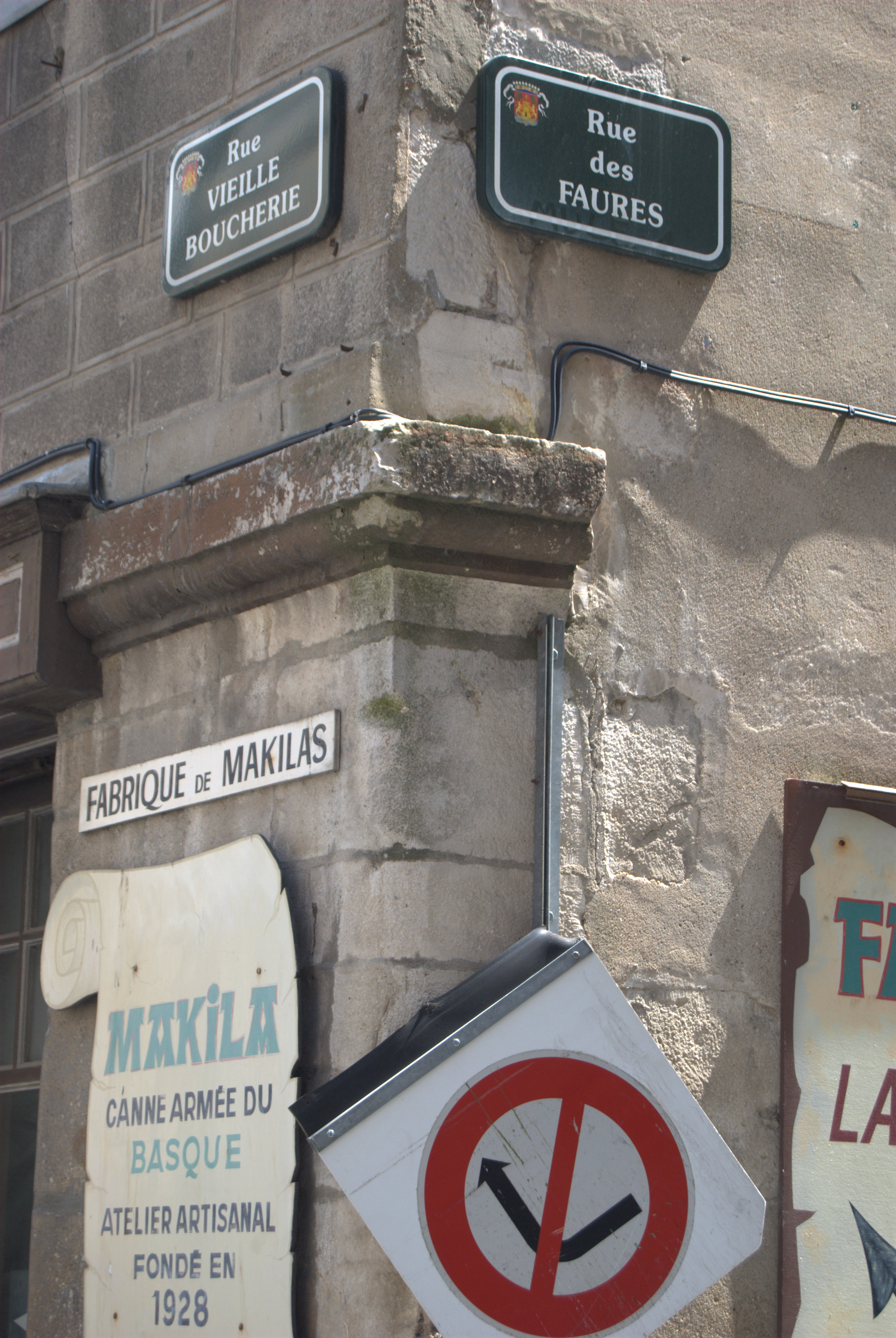
Panneaux des rues des Faures et Vieille-Boucherie au carrefour Vieille-Boucherie.
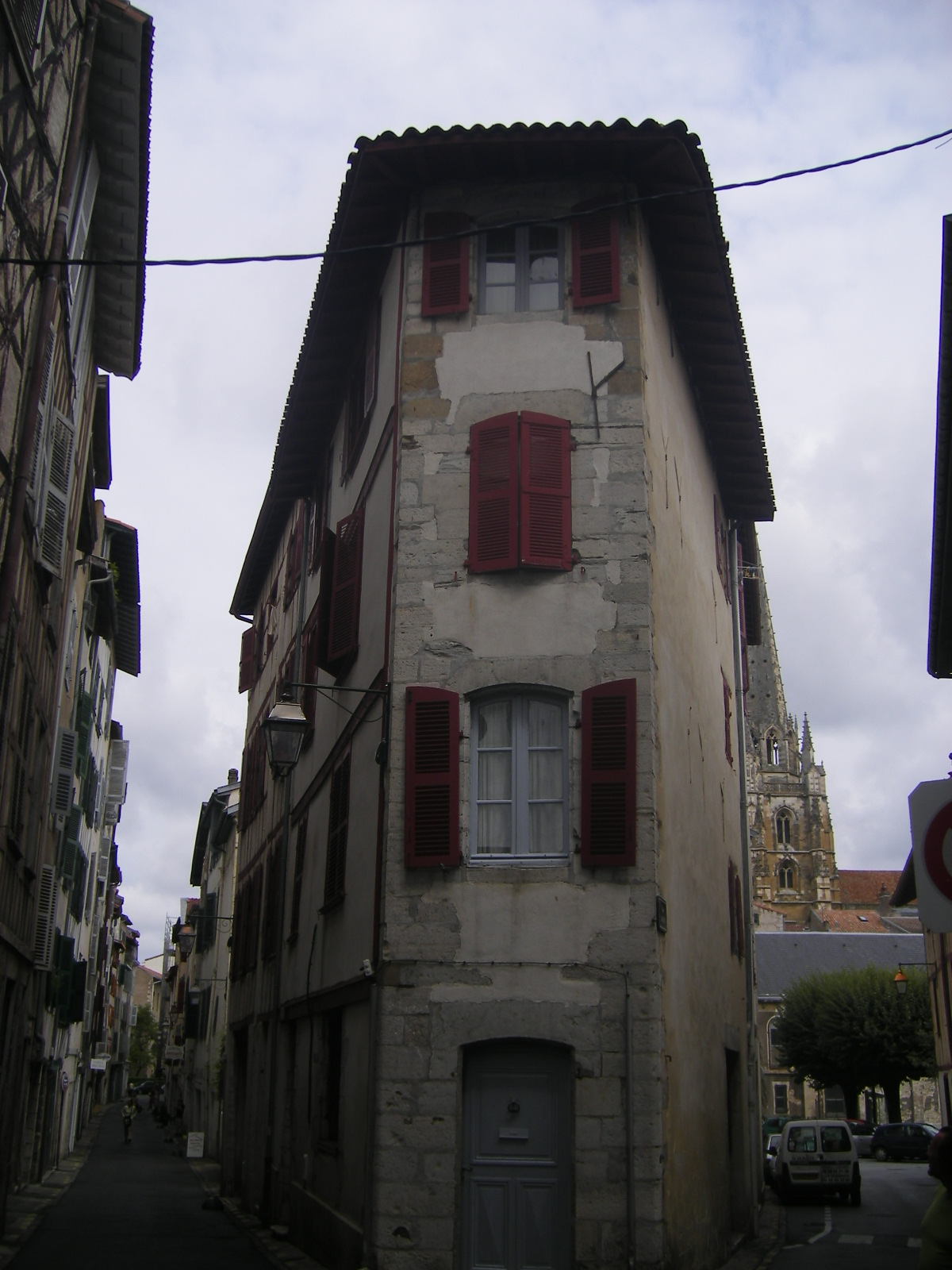
La rue des Faures, à gauche.
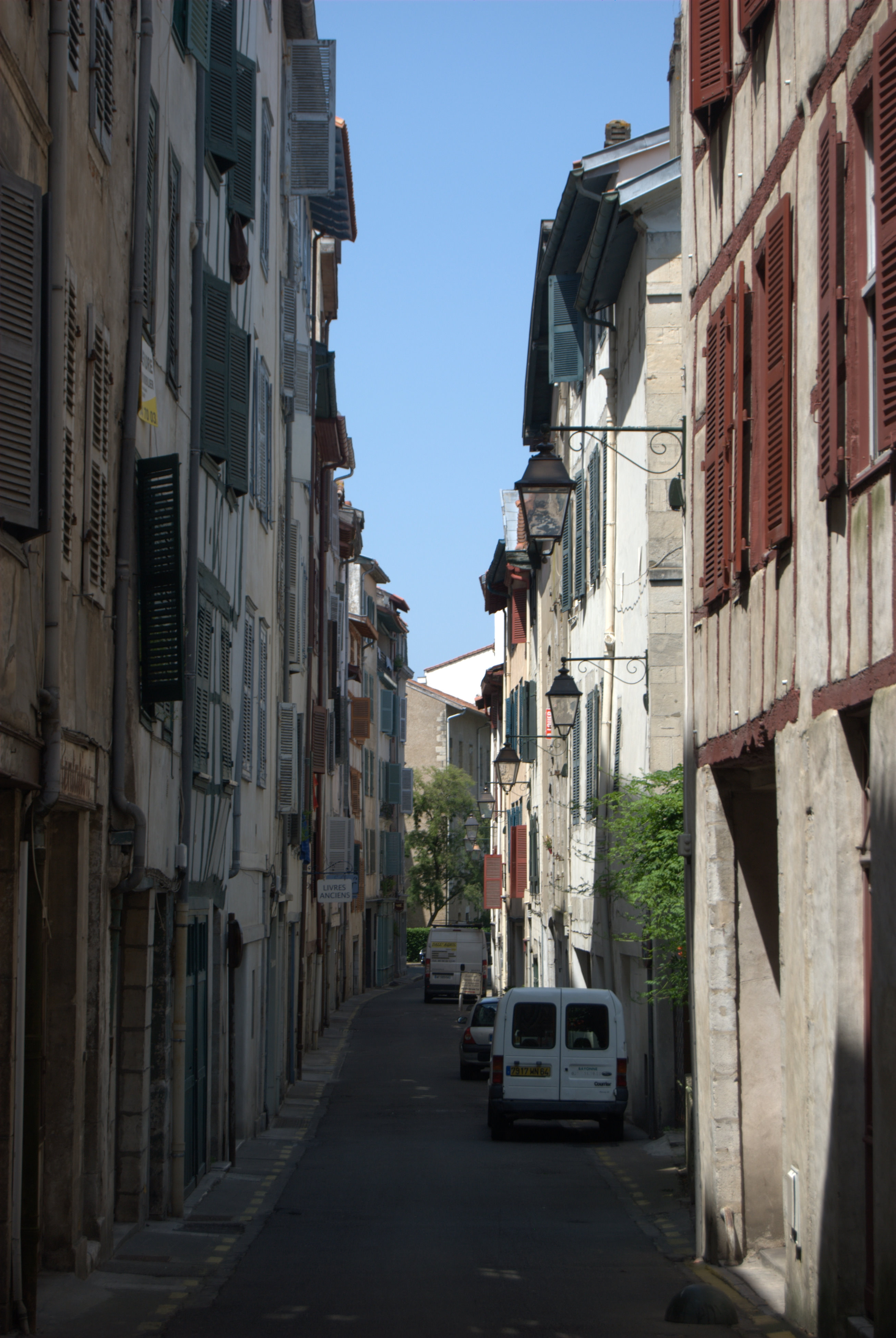
La rue des Faures vue du carrefour Vieille-Boucherie vers la rue des Prébendés.
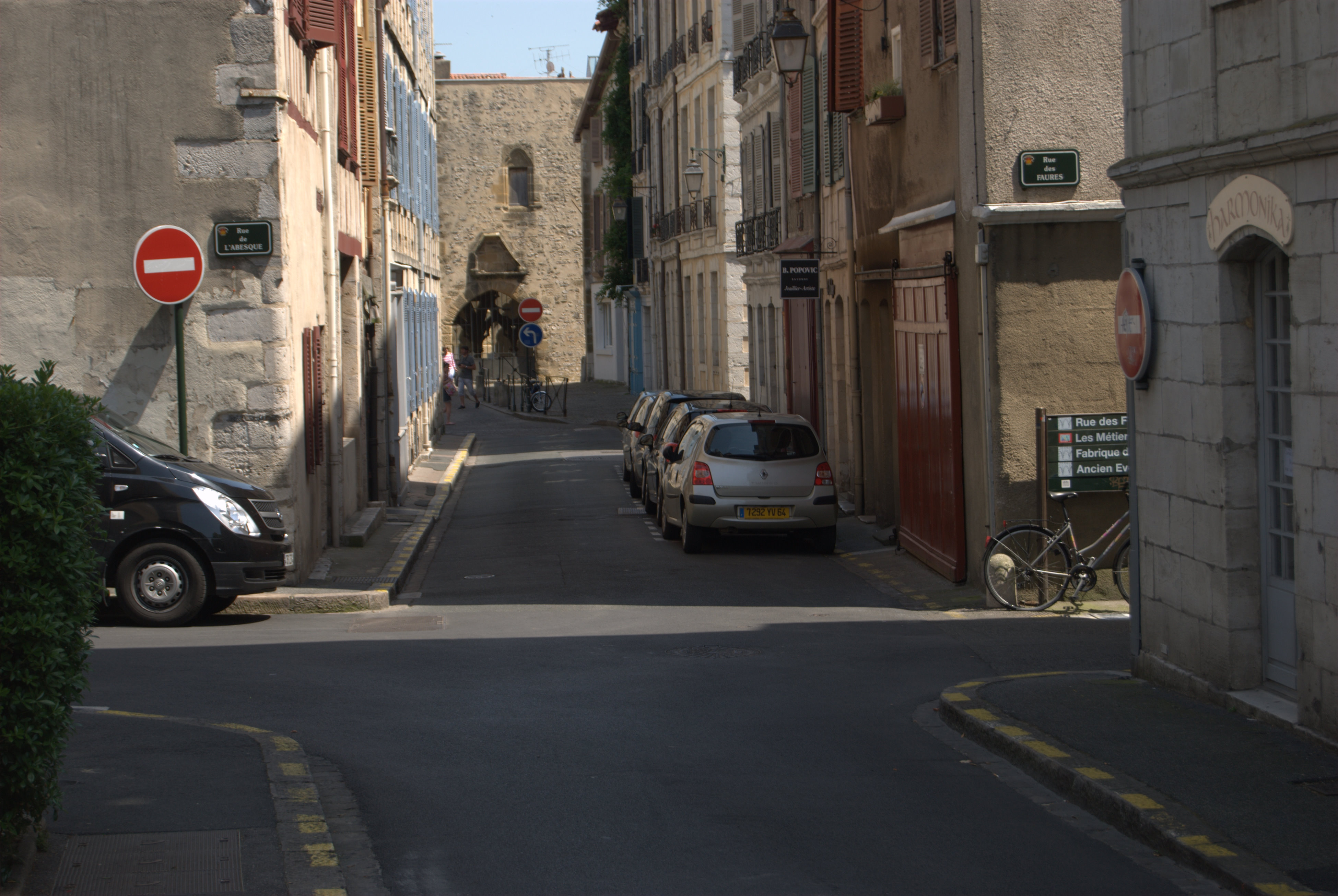
Fin de la rue des Faures, à droite.

## Origine du nom
La rue tire son nom des faures, forgerons, qui y avaient leurs ateliers.

## Historique
Selon Édouard Ducéré, la rue des Faures est l'une des plus anciennes de la ville. C'était la rue de la puissante corporation des forgerons, en gascon bayonnais médiéval faures, chargés de la fabrication des armes de guerre. La topographie de la rue a très peu changé depuis le XIIe siècle ; au début du XIXe siècle, les forgerons de la ville y étaient encore presque tous présents. Cependant, à la fin de ce siècle, elle était dépourvue de toute industrie. La baïonnette y aurait été inventée

## Bâtiments remarquables et lieux de mémoire
- Mademoiselle Montansier, comédienne et directrice de théâtre, naquit dans cette rue en 1730[D 3].
- Édouard Ducéré, auteur de l'Histoire topographique et anecdotique des rues de Bayonne, y mourut en 1910[3].